# Palomo del comalito
«Palomo del comalito» —también conocida como: «La Molienda»— es una canción interpretada por la cantante mexicana Lila Downs, coescrita y coproducida por ella, Paul Cohen, Celso Duarte y Aneiro Taño e incluida en el séptimo álbum de estudio de la cantante, Pecados y Milagros, lanzado en 2011. Este tema fue compuesto a manera de canción cumbia-rock fue lanzado como el primer sencillo del álbum únicamente en México, Francia y Argentina, y como promocional en iTunes de Colombia, España y Uruguay.
La letra de «Palomo del comalito» presenta un medio de expresión sobre cómo las personas se basan en motivaciones religiosas para afrontar sus problemas y sus miedos, la letra está inspirada en un exvoto sobre una mujer que hace tortillas, en la cual Downs menciona la vida de una mujer oaxaqueña que cayó enferma y al no poder realizar sus labores con las que llevaba el sustento a su hogar se encomienda a la virgen y esta le concede el "milagro" de sanar. La canción fue bien recibida por los críticos de música contemporánea, llegando a ser declarada como una de las mejores canciones de Pecados y Milagros. De acuerdo con MTV, se planeó que la canción fuera lanzada inicialmente como segundo sencillo internacional, pero después de una discusión entre Downs y la discográfica, «Palomo del comalito» fue lanzada finalmente.
Por otro lado, ha tenido una buena recepción en países como Portugal, Reino Unido y Suiza, donde no fue lanzado como sencillo. «Palomo del comalito» entró también en las principales listas de Canadá, Costa Rica, Grecia y Chile gracias a las descargas digitales. En México, la canción logró llegar al puesto veintisiete, mientras que en Francia, en la lista de descargas digitales, la canción llegó al puesto treinta y cinco, y en la lista de airplay al puesto treinta. Downs ha interpretado mundialmente la canción durante su gira Pecados y Milagros World Tour.  Además, junto con «Zapata se Queda», la cantante interpretó «Palomo del comalito» en los premios Lunas del Auditorio 2011; para la actuación, los artistas Totó la Momposina y Celso Piña apoyaron a Downs con su colaboración en la interpretación de estos temas.

## Composición y descripción
La canción fue coescrita y coproducida por Downs, Aneiro Taño, Paul Cohen y Celso Duarte. «Palomo del comalito» tiene influencias rock y pop en su composición, así como cierta inspiración en la música andina. Downs hace mención en la letra sobre "Las Molenderas" que son mujeres que hacen tortillas, enfocada en un exvoto de una mujer indígena que cayó enferma y se encomendó a la Virgen de Juquila, así logró recuperarse de su mal y pudo volver a hacer tortillas, como agradecimiento representó su "milagro" en una pintura.
La canción posee una introducción en náhuatl tomada del famoso son náhuatl Xochipitzahuatl (Flor Menudita), seguida por la voz de la cantante. Por otro lado, el coro de «Palomo del comalito» sigue una progresión armónica de acordes F—C—Dm—Bb—F—C—Dm—Bb.
En una entrevista, Downs explicó que la letra de la canción presenta un medio de expresión sobre cómo las personas se basan en creencias religiosas para afrontar situaciones difíciles, y también hace mención sobre la importancia del maíz y el valor que representan "Las Tortilleras" en la cultura mexicana. Concretamente, ella expresó:

«Palomo del comalito es una canción dedicada a las mujeres que muelen el maíz en una piedra sagrada que es el metate. ”Cuando fui a Oaxaca, hace unos días –fuimos a filmar unos vídeos para las canciones–; las mujeres que hacen tortillas me tuvieron paciencia y me volvieron a enseñar, que ya me lo han enseñado muchas veces, a hacer tortillas moliendo el maíz con la piedra. En ese momento canté e hice una parte de la letra. "Vi milagros, vi milagros de esta tierra, de mujeres que sus manos alimentan, la que invita, la que invita aunque nada tenga y pelea por las cosas que sí son buenas"».

También añadió que al igual que las protagonistas de la canción, ella tiene que luchar con cuestiones difíciles que se presentan en la vida. Esta canción es una expresión de la cultura de Oaxaca y de México, tema inspirado por el esfuerzo de las mujeres que día a día muelen el maíz para crear la tortilla.

## Recepción

### Comentarios de la crítica
El periodista argentino Nicolás Pasiecznik señaló que la canción fue una «obra excepcional». La periodista Ana María Parra del diario costarricense La Nación comentó que «Palomo del comalito» es una «historia maravillosa que da ánimo» Carlos Solano de El Tiempo alabó la canción declarando que:

«Es una trágica canción pero a la vez tiene un mensaje de esperanza, potente y melancólica con un coro que te incita a cantar, y que es uno de los mejores en el repertorio de Downs. El ritmo es muy pegajoso, y puedes apreciar el tema sólo por eso, pero la melodía te incita a imaginar la fuerza que tienen esas mujeres que muelen maíz».

Luis Domínguez de Suite101 declaró que «Palomo del comalito» es una canción pegajosa que hace alusión a las mujeres que se dedican a hacer tortillas, mejor conocidas como "molenderas" o "metateras". Bárbara Santana de Render Magazine dijo que la canción «devolvió la fiesta y el baile con su milagro». Ángel Aguilar de Alborde.com comentó que «Zapata se Queda» y «Palomo del comalito» poseen «tintes de cumbia y rock; nos hace recordar tanto a una Janis Joplin como a las grandes Totó la Momposina, Eva Ayllón o al mismo Joe Arroyo».

iTunes, fue uno de los principales medios de promoción para este sencillo.

La página web de MusicOMG alabó la canción por su «mensaje en la letra y su interludio basado en las mujeres que hacen tortillas: Vi milagros, vi milagros de esta tierra / De mujeres que sus manos alimentan/ La que invita aunque nada tenga/ Y pelea por las cosas que sin son buenas»

### Desempeño comercial
«Palomo del comalito» entró en las listas de Canadá, Francia y Reino Unido gracias a las descargas digitales. Más específicamente, el 23 de octubre de 2011, en Francia, la canción debutó en el puesto n.º 100, donde estuvo solo una semana. El 30 de octubre de 2011, «Palomo del comalito» debutó en el puesto n.º 30 de las listas griegas en la categoría de world music, pero a la siguiente semana salió del conteo. En Reino Unido la canción debutó en el n.º 93, donde se mantuvo una sola semana. El 25 de noviembre de 2011, en Estados Unidos, «Palomo del comalito» debutó en la lista Latin Hot 100 Singles en el puesto n.º 72 del conteo Billboard Hot 100.

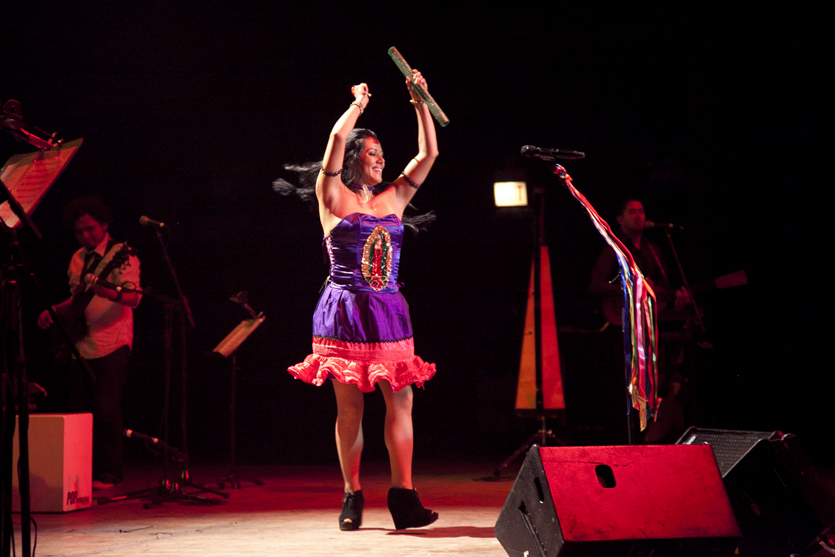
Downs cantando «Palomo del comalito» en Pecados y Milagros World Tour.

En España, la canción debutó en el número cincuenta dentro de la lista de singles española, en Portugal la canción alcanzó el número treinta y cinco dentro de los cuarenta del Airplay Chart, mientras que en Latinoamérica, Costa Rica, México, Colombia, Argentina y Chile ha sido número diez durante dos semanas consecutivas.

## Interpretaciones en directo
Lila Downs interpretó «Palomo del comalito» en su gira mundial Pecados y Milagros World Tour, donde normalmente era precedida por «Xochipitzahua» durante el espectáculo. Para la presentación, Downs portaba un güiro, y comenzaba a ejecutar la canción y a bailar a ritmo de cumbia. Durante la segunda etapa de la gira, la canción sigue siendo precedida por «Xochipitzahua» y forma parte del segmento denominado "milagros", donde en el escenario aparece una pantalla en donde se proyectan imágenes de mujeres haciendo tortillas y algunas obras gráficas creadas para ilustrar el álbum.
Durante los conciertos ofrecidos en 5 de noviembre de 2011 en el Auditorio Guelaguetza y el 25 de noviembre en el Auditorio Nacional fue acompañada por la banda Tierra Mojada en la interpretación de «Palomo del comalito».

## Posicionamiento
| Listas (2011)                   | Mejor posición |
| ------------------------------- | -------------- |
| Austria (Ö3 Austria Top 40)     | 13             |
| Bélgica (Flandes) (Ultratop 50) | 10             |
| Bélgica (Valonia) (Ultratop 50) | 10             |
| República Checa (Rádio Top 100) | 10             |
| Francia (SNEP)                  | 6              |
| Países Bajos (Dutch Top 40)     | 46             |
| España (Top 100 Canciones)      | 10             |
| Suiza (Schweizer Hitparade)     | 3              |

## Historial de lanzamientos
| País           | Fecha                 | Formato                           | Discográfica                                  |
| -------------- | --------------------- | --------------------------------- | --------------------------------------------- |
| México         | 11 de octubre de 2011 | Descarga digital                  | Sony Music Entertainment                      |
| Estados Unidos | 15 de octubre de 2011 | Descarga digital/Disco físico     | Sony Music Latin y Columbia Records           |
|                | 20 de octubre de 2011 | Descarga digital/Mainstream Radio | Sony Music Entertainment y Cloud People Music |

## Certificaciones
| País   | Proveedor  | Certificación | Ventas Totales |
| ------ | ---------- | ------------- | -------------- |
| España | PROMUSICAE | Platino       | 80 000         |
| México | AMPROFON   | Oro           | 30 000         |